# Aston Martin One-77
Aston Martin One-77 – supersamochód klasy średniej produkowany pod brytyjską marką Aston Martin w latach 2009 – 2012.

## Historia i opis modelu

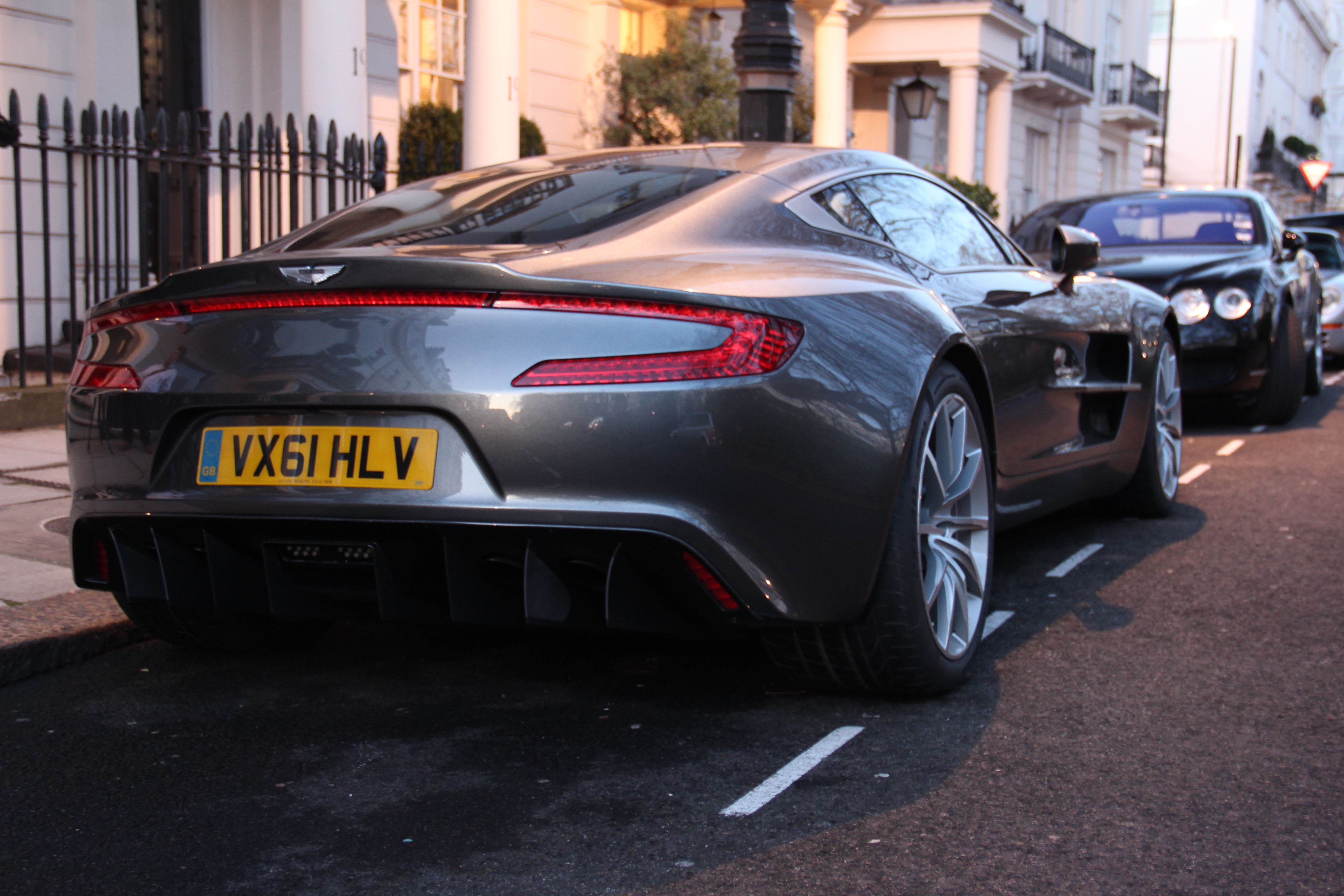
Aston Martin One-77 - tył

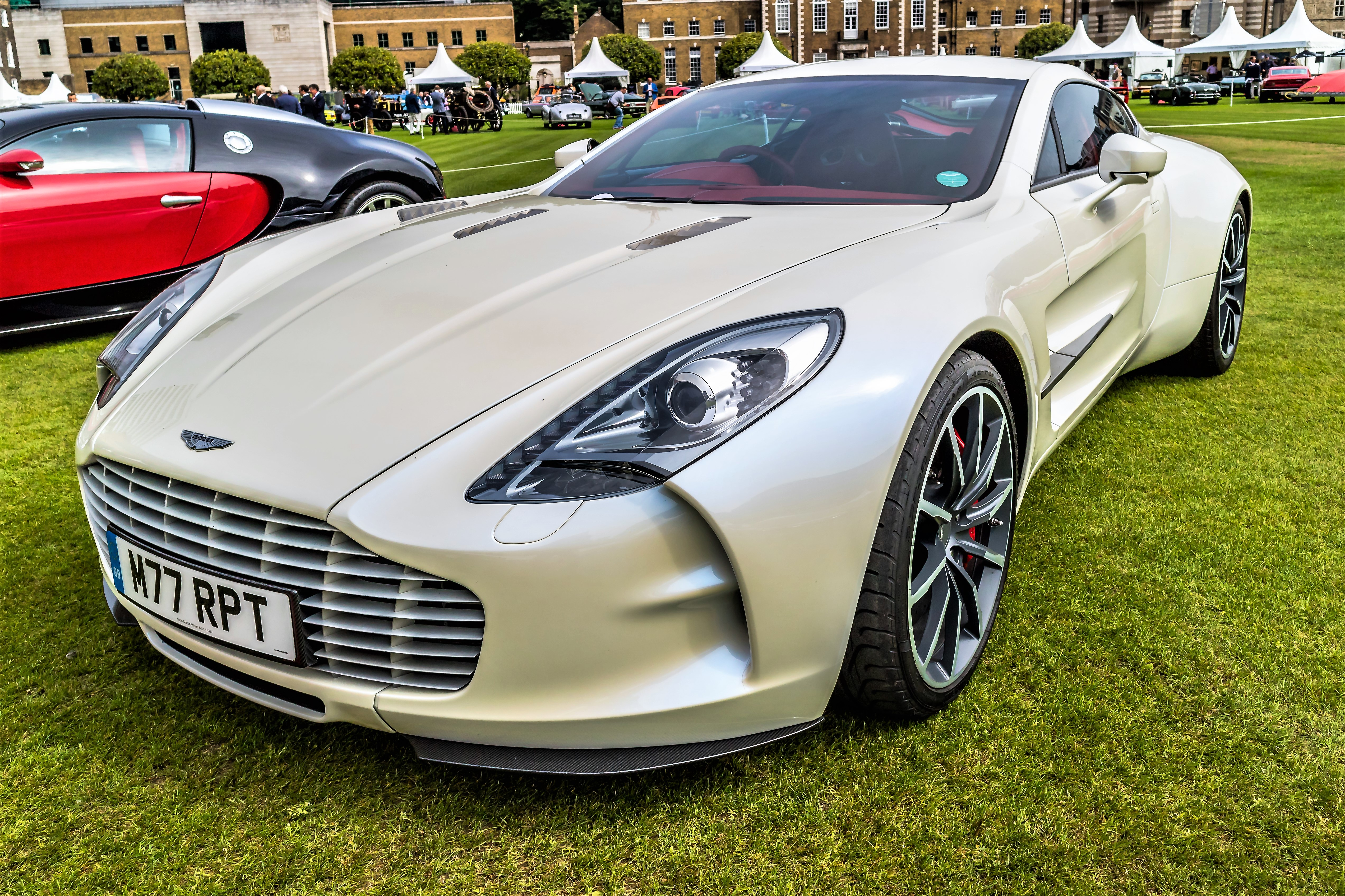
Aston Martin One-77 z 2011 roku

Swoją "techniczną" premierę samochód miał w marcu 2009 roku na salonie w Genewie. Z kolei karoserię tego samochodu ujawniono w kwietniu 2009 roku na włoskiej wystawie Concorso d'Eleganza Villa d'Este.
Silnik tego samochodu to dobrze znane V12 z innych modeli Astona, lecz we współpracy z firmą Cosworth silnik ten został specjalnie dla tego modelu wzmocniony.
Jest to jeden z najdroższych samochodów świata. Jeden egzemplarz z 77 wyprodukowanych kosztował 1 700 000 funtów brytyjskich. One-77 to też najszybszy i najbardziej ekskluzywny samochód w historii firmy Aston Martin. 

### Silnik
- V12 7,3 l (7300 cm³), 4 zawory na cylinder, DOHC[1]
- Stopień sprężania: 10,9:1
- Moc maksymalna: 760 KM (559 kW) przy 7800 obr./min
- Maksymalny moment obrotowy: 750 N•m przy 5500 obr./min

### Osiągi
- Przyspieszenie 0-100 km/h: 3,5 s
- Prędkość maksymalna: 355,5 km/h